# Клінічна настанова

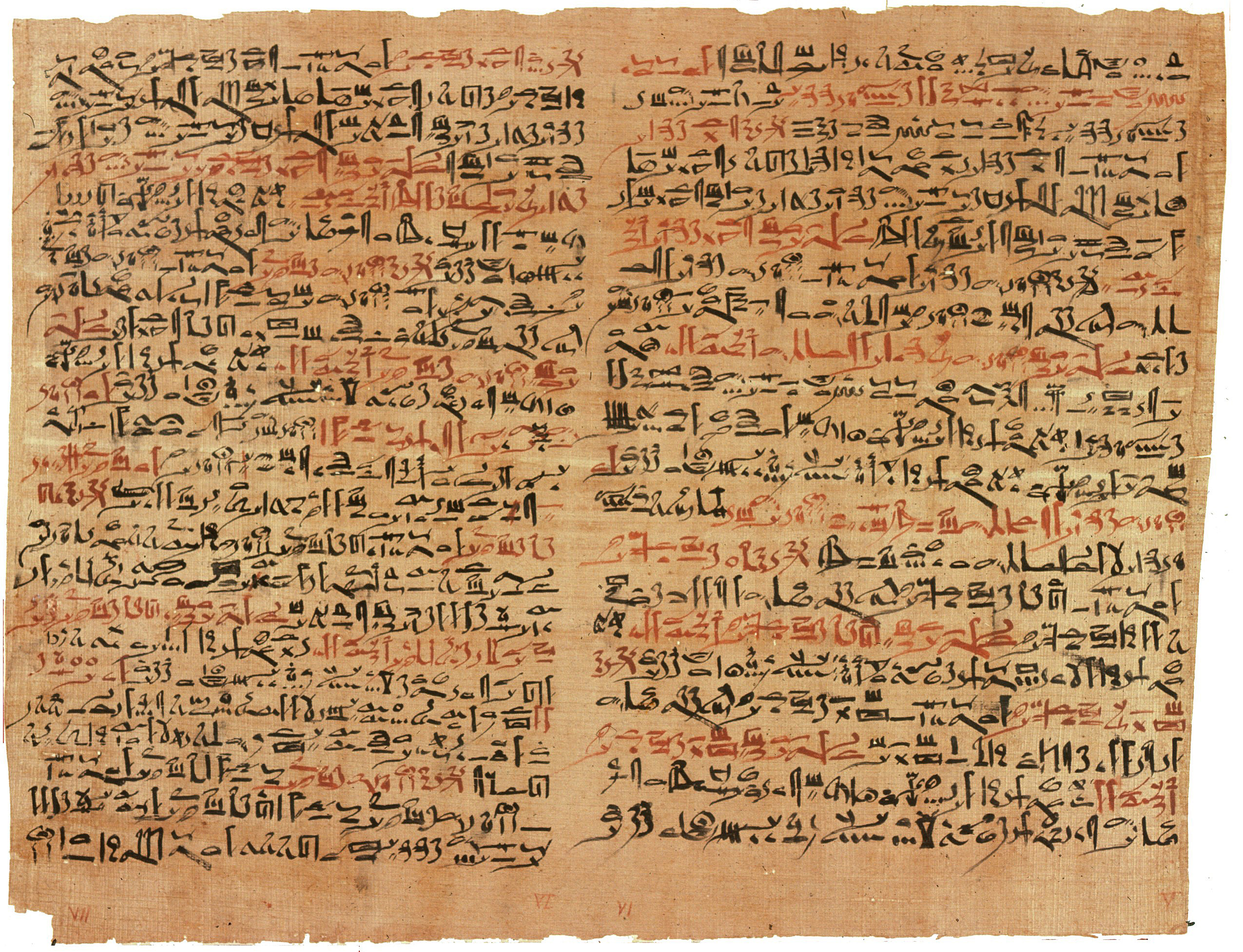
Папірус Едвіна Сміта, сторінки VI та VII, одна з найстаріших клінічних настанов, Стародавній Єгипет, 1600-ті до нашої ери

Клінічна настанова або Клінічна настанова з кращої практики (англ. clinical guideline, clinical practice guideline) — документ, розроблений з метою полегшити прийняття рішень і визначення критеріїв діагностики, ведення і лікування у конкретних галузях охорони здоров'я. Такі документи використовувались тисячі років, протягом усієї історії медицини. Проте, на відміну від попередніх підходів, які часто ґрунтувалися на традиції або авторитеті, сучасні медичні настанови засновані на аналізі наявних даних у межах концепції доказової медицини. Як правило, вони включають у себе загально погоджені заяви щодо найкращої практики у галузі охорони здоров'я. Працівник охорони здоров'я зобов'язаний знати медичні настанови по своїй професії та повинен вирішити, чи потрібно дотримуватися рекомендаційних настанов для лікування конкретного пацієнта.
На основі клінічних настанов розробляються стандарти лікування та клінічні протоколи лікування. Потім на основі останніх розробляються локальні протоколи певного лікувального закладу (із врахуванням особливостей забезпечення).  

## Створення та використання
Сучасні клінічні настанови виявляють, узагальнюють і оцінюють високу докази найвищої якості та найсвіші дані про профілактику, діагностику, прогноз, терапію, включаючи дозування ліків, ризик/користь і ефективність витрат. Потім вони визначають найбільш важливі питання, пов'язані з клінічною практикою та ідентифікують усі можливі варіанти вирішення і їх наслідки. Деякі настанови містять алгоритми рішення або обчислення, яких необхідно дотримуватися. Таким чином, вони об'єднують у собі визначені точки прийняття рішень і відповідні напрямки дії з клінічною оцінкою і практичним досвідом.  Багато настанов поділяють варіанти лікування на класи, аби допомогти медичним працівникам в ухваленні рішення, яке лікування використовувати.
Додатковими цілями клінічних настанов є
- стандартизація медичної допомоги, підвищення її якості;
- зменшення кількох типів ризику (для пацієнта, для працівника охорони здоров'я, для медичних страхових компаній та для планування охорони здоров'я);
- досягнення найкращого співвідношення між вартістю та такими медичними параметрами як ефективність, чутливість та специфічність, тощо.

### Розробники
Настанови звичайно розробляються на національному або міжнародному рівні медичними асоціаціями або урядовими органами, наприклад Національним інститутом здоров'я і досконалості допомоги (NICE) або Агентством досліджень та якості у галузі охороні здоров'я США. Місцеві заклади охорони здоров'я можуть розробляти свої власні настанови та протоколи або адаптувати їх з наявних документів вищого рівня.
Деякі розвинені країни утримують розрахункові палати з медичних настанов. Наприклад, у Великій Британії настанови клінічної практики публікуються передусім  Національним інститутом здоров'я і досконалості допомоги (NICE). У Німеччині національну програм щодо настанов з лікування хвороб координує Німецьке агентство із якості у медицини (нім. Ärztliches Zentrum für Qualität in der Medizin (ÄZQ), ÄZQ). Інші країни можуть використовувати настанови, розроблені авторитетними організаціями за кордоном (з адаптацією або без неї).
Настанови можуть упорядковуватись або частково розроблятись і авторитетними виданнями. Британський Медичний журнал створив нову серію настанов, які зосереджені на найактуальніших проблемах, під назвою «Швидкі рекомендації BMJ».
Для полегшення використання клінічних настанов разом з системами електронної медичної документації були розроблені спеціальні пакети програмного забезпечення знані як рушії виконання настанов. З цими рушіями може використовуватись формат Guideline Interchange Format (GLIF).

## Клінічні настанови в Україні
Розробка клінічних настанов — тривалий процес, що вимагає значних ресурсів. Тому в Україні затверджено методику оцінки та адаптації якісних настанов розвинених країн та розробки на їх основі стандартів та протоколів лікування.
Після визначення теми необхідної настанови створюється мультидисциплінарна робоча група з розробки клінічних протоколів, до складу якої входять головні позаштатні спеціалісти МОЗ України з відповідних питань, представники Державного експертного центру МОЗ України, практичних та наукових закладів охорони здоров'я усіх спеціальностей, що стосуються постанови, пацієнтів та їх організацій, тощо. Усі члени групи зобов'язані надати заяву про конфлікт інтересів, де вказують про особистий та неособистий матеріальний інтерес, нематеріальний та сімейний інтерес, або ж їх відсутність.
Група проводить пошук відповідних настанов на сайтах GIN, SIGN, NICE, NZGG, AHRQ та інших. Потім не менше ніж 4 членами робочої групи проводиться оцінка знайдених настанов за міжнародним опитувальником AGREE (Опитувальник з Експертизи і Атестації Настанов, англ. Appraisal  Guidelines  Research  and  Evaluation). Якщо у вибраних настановах відсутня інформація з певних важливих питань, мультидисциплінарна група використовує матеріали систематизованих оглядів, публікації результатів рандомізованих та нерандомізованих досліджень, тощо. Також джерела для настанови перевіряють фахівці, що не входять у групу.
У тексті настанови обов'язково мають бути позначені рівні доказовості. У встановленні рівнів доведеності нових тверджень згідно зі шкалою градації доказів беруть участь усі члени групи.
На основі настанови із врахуванням можливостей системи охорони здоров'я розробляються інші медико-технологічні документи — стандарти та клінічні протоколи медичної допомоги.
- Стандарт медичної допомоги визначає критерії якості надання та вимоги до організації медичної допомоги, індикатори для подальшого клінічного аудиту. Він розробляється в обмеженій кількості для найактуальніших захворювань.
- Клінічний протокол (уніфікований клінічний протокол медичної допомоги) розробляється на основі стандарту або, за його відсутності, на основі адаптованої клінічної настанови. Він є основою розробки локальних протоколів для окремих лікарень та інших закладі охорони здоров'я та клінічних маршрутів пацієнтів[en].

## Проблеми
Настанови можуть утратити свою клінічну значущість, оскільки вони старіють та проходять нові дослідження. Навіть 20 % сильних рекомендацій, особливо, якщо вони ґрунтуються більше на думці експертів, ніж на дослідження, можуть бути усунуті з практичних рекомендацій.
Було виявлено, що деяких простих клінічних настанов зазвичай не дотримуються в тій мірі, у якій це могло би бути. Якщо надати медичній сестрі або іншому медичному помічнику контрольний список рекомендованих процедур, то вона зазвичай нагадає лікуючому лікарю про процедури, які в іншому випадку були б пропущені.
Настанови можуть мати методологічні проблеми та конфлікт інтересів. Таким чином, якість настанов може істотно відрізнятися, особливо для настанов, опублікованих онлайн, які не повинні відповідати методологічним стандартам звітів, які часто вимагаються авторитетними розрахунковими палатами.
Настанови можуть давати рекомендації сильніші, ніж докази, що їх підтверджують.